# NBH

ハンガリー国家保安庁の紋章。

ハンガリー国家保安庁（ハンガリー語：Nemzetbiztonsági Hivatal、略称：NBH）は、ハンガリーの諜報機関。主として防衛任務（防諜、対テロリズム、関連する予防措置）について責任を負っている。保安庁はまた、犯罪組織および（政治的過激派のような）社会への（主として国内の）脅威との取引に対して捜査を指揮する。
この機関は、社会主義時代終焉の後、1990年3月1日に設立され、現代の法を基盤として、多くの情報収集に従事し、政府がそれを支援している。その前身は内務省の一部門（第III部）であった。

## 組織
NBH長官
- 監察部
- HR部

作戦担当副長官
- 第1局
- 第2局
- 第3局
- 第4局
- 地域・空港支局（複）

副長官
- 情報局
- 会計・IT局
- 行政局

## 歴代長官
- ナジ・ラヨシュ（1990年3月1日 - 1990年9月9日）
- シモン・シャーンドル博士（1990年9月10日 - 1994年12月31日）
- ヴィドゥシュ・ティボル（1995年1月1日 - 1998年10月31日）
- ドボカイ・ガーボル（1998年11月1日 - 2002年6月6日）
- ジョハール・イシュトヴァーン博士（2002年7月15日 - 2004年7月27日）
- ガランボシュ・ラヨシュ博士（2004年7月27日 - 現在）

## 関連事項
- ハンガリー国家保安局（ÁVH）